# Madaba (muhafaza)
Muhafaza Madaba – jednostka administracyjna w zachodniej Jordanii, leżąca nad Morzem Martwym, przy granicy z Izraelem. W starożytności kraina zamieszkiwana była przez Moabitów i Ammonitów, przejściwo znajdowała się pod panowaniem Izraelitów, następnie Rzymian i Bizantyjczyków, w VII w. zajęta przez Arabów. 

## Miasta
- Madaba
- Ziban
- Hesban

## Atrakcje turystyczne
- "Mapa z Madaby" - mozaikowa mapa Palestyny i Dolnego Egiptu, pochodząca z VI wieku na posadzce bazyliki św. Jerzego w Madabie;
- Góra Nebo – góra, z której Mojżesz miał zobaczyć Ziemię Obiecaną, znajduje się tu chrześcijańskie sanktuarium z parkiem archeologicznym, którym opiekują się franciszkanie z Kustodii Ziemi Świętej;
- kościół św. Apostołów w Madabie, w którym w 1902 roku odkryto wiele mozaik, eksponowanych w specjalnie wybudowanej hali przy kościele;
- pozostałości grobowców z I w. p.n.e.;
- ruiny budowli rzymskich oraz bizantyjskich;
- pozostałości miasta Cheszbon;
- wybrzeże Morza Martwego.